# آن شامبرلن
آن شامبرلن (بالإنجليزية: Ann Chamberlin)‏ (28 مارس 1954)؛ كاتِبة وروائية أمريكية.